# 弗里吉亞的阿爾塔巴左斯
阿爾塔巴左斯（希臘語：Αρτάβαζος；生存於前四世紀），為一位波斯阿契美尼德帝國的總督，在阿爾塔薛西斯三世時期曾發動叛亂，但之後重回波斯帝國。在大流士三世時與馬其頓亞歷山大大帝對抗，最後投降亞歷山大。

## 發動叛亂
阿爾塔巴左斯在前362年被阿爾塔薛西斯二世命令討伐叛亂的卡帕多細亞總督达塔美斯，但遭到擊敗。
在阿爾塔薛西斯三世統治時期，阿爾塔巴左斯是赫勒斯滂弗里吉亞的總督，但在前356年阿爾塔巴左斯拒絕再效忠國王，並與國王的其他總督交戰。初期阿爾塔巴左斯受到雅典的雇傭軍將領查理斯支援，阿爾塔巴左斯用大筆賞金攏絡他們。後期時受到底比斯支持，底比斯派遣潘美尼斯率領5,000名士兵幫助阿爾塔巴左斯。在希臘人和其他盟友協助下，阿爾塔巴左斯在兩場重要戰役中擊敗敵軍，然而雅典人和比奧西亞人隨後放棄支援他，使阿爾塔巴左斯最終遭到國王軍將領奧托夫拉達提斯擊敗而被俘虜。
阿爾塔巴左斯的女婿門托耳和他的弟弟門農這時仍支持他，在雅典人卡里德莫斯幫助下，成功讓阿爾塔巴左斯獲得自由。之後，阿爾塔巴左斯似乎仍心存異心，不然就是準備發動第二次謀反。最後阿爾塔巴左斯不得不帶著整個家族和門農，逃到馬其頓腓力二世那尋求庇護。

## 回到波斯
在阿爾塔巴左斯於馬其頓時，門托耳在阿爾塔薛西斯三世進攻埃及內克塔內布二世的時候投降波斯，並受到重用。在波斯入侵埃及的戰爭即將進入尾聲時，阿爾塔薛西斯三世於前349年命令門托耳討伐帝國西部的叛亂總督，門托耳利用這個機會向阿爾塔薛西斯三世求情，讓阿爾塔巴左斯等人得以回到波斯帝國。
在大流士三世與亞歷山大戰爭時，阿爾塔巴左斯表現出他對王室的忠誠，也在高加米拉戰役時參戰。在戰敗後，阿爾塔巴左斯追隨大流士三世逃亡，當大流士被巴克特里亞總督貝蘇斯挾持，阿爾塔巴左斯和剩下的希臘雇傭軍依舊效忠大流士，在大流士逝世後阿爾塔巴左斯投降亞歷山大。
亞歷山大相當欣賞阿爾塔巴左斯對大流士的忠心，二來阿爾塔巴左斯在波斯帝國中相當有地位，之後亞歷山大任命阿爾塔巴左斯為巴克特里亞總督。在前328年，阿爾塔巴左斯因為高齡而從職位上退休，總督的職位由克利圖斯接任。

## 家族
阿爾塔巴左斯的大女兒巴耳馨先後為門托耳和門農的妻子，之後她與亞歷山大生下海格力斯。阿爾塔巴左斯的二女兒阿塔卡瑪在蘇薩婚禮中嫁給托勒密，三女兒在蘇薩集體婚禮中嫁給歐邁尼斯。阿爾塔巴左斯尚有一個兒子法那巴佐斯和其他三個兒子。